# Козлов, Георгий Алексеевич
Гео́ргий Алексе́евич Козло́в (23 апреля 1909, Николаевск, Николаевский уезд, Самарская губерния, Российская империя — 23 января 1976, Алма-Ата, Казахская ССР, СССР) — советский партийный и государственный деятель. Первый секретарь Свердловского горкома КПСС (1955—1958), первый секретарь Восточно-Казахстанского обкома компартии Казахстана (1958—1959), секретарь ЦК компартии Казахстана (1959—1965).

## Биография
Родился 23 апреля 1909 в городе Николаевске Самарской губернии Российской империи.
В 1920 окончил 4 класса начального училища.
В апреле 1921 — апреле 1923 гг. во время голода в Поволжье беспризорничал, работал подручным кузнеца, подрабатывал у частных лиц. С апреля 1923 г. ученик слесаря, слесарь в депо станции Брянск II Московско-Киевской железной дороги.
С мая 1927 г. слесарь типографии газеты «Крестьянин» в г. Пугачеве Саратовской области. Одновременно в 1926—1927 гг. слушатель курсов по подготовке к поступлению в техникум. В сентябре 1928 — апреле 1930 гг. учащийся теплотехнического отделения Саратовского индустриального техникума; не закончил в связи с мобилизацией на производство.
С апреля 1930 г. на Саратовском заводе комбайнов техник-нормировщик, конструктор.
В сентябре 1931 — мае 1932 гг. студент Московского института сельскохозяйственного машиностроения им. М. И. Калинина; не закончил в связи с переводом в другой ВУЗ. В июне 1932 — мае 1935 гг. студент факультета обработки давлением Московского института стали; инженер-металлург по специальности «кузнечное дело».
С мая 1935 г. на Уральском вагоностроительном заводе в г. Нижнем Тагиле Свердловской области (с 1941 г. Уральский танковый завод № 183) энергетик кузнечного цеха, с июня 1938 г. начальник осе-ковочного цеха, с июня 1939 г. заместитель начальника прессового цеха, с ноября 1939 г. заместитель начальника производства завода, с марта 1940 г. председатель завкома, с апреля 1941 г. начальник кузнечного цеха, с января 1942 г. начальник прессового цеха, с апреля 1942 г. начальник кузнечного цеха. Одновременно в 1936—1937 гг. слушатель отделения истории ВКП(б) Института массового заочного обучения при ЦК ВКП(б); пропагандист.
С сентября 1945 г. заместитель секретаря Нижнетагильского горкома ВКП(б) по черной металлургии. С июня 1946 г. второй секретарь Нижнетагильского горкома ВКП(б). С марта 1949 г. первый секретарь Нижнетагильского горкома ВКП(б)—КПСС.
С июля 1954 г. секретарь Свердловского обкома КПСС. С декабря 1955 г. первый секретарь Свердловского горкома КПСС. Одновременно в 1957 г. окончил Высшую партийную школу при ЦК КПСС.
С июля 1958 г. первый секретарь Восточно-Казахстанского обкома компартии Казахстана. С апреля 1959 г. секретарь ЦК компартии Казахстана. С декабря 1962 г. секретарь ЦК компартии Казахстана — заместитель председателя Совета Министров Казахской ССР — председатель Комитета партийно-государственного контроля ЦК компартии Казахстана и Совета Министров Казахской ССР.
С декабря 1965 г. председатель Комитета народного контроля Казахской ССР.
С февраля 1971 г. на пенсии.
Скончался 23 января 1976 года в г. Алма-Ате, похоронен на Центральном кладбище города.

## Участие в работе республиканских органов власти
Член ЦК компартии Казахстана в 1959—1971 гг. Член бюро ЦК компартии Казахстана 25.04.1959—12.1962, 23.06.1966—02.1971 гг. Член президиума ЦК компартии Казахстана 12.1962—23.06.1966 гг.
Депутат Верховного Совета Казахской ССР V—VII созывов. Член президиума Верховного Совета Казахской ССР в 1959—1963 гг.

## Участие в работе центральных органов власти
Делегат XX, XXI съездов КПСС.
Депутат Верховного Совета СССР V созыва.

## Награды
- Орден Ленина за выполнение заданий ГКО (1944);
- Орден Ленина за достигнутые успехи в развитии черной металлургии (1958);
- Орден Октябрьской революции за успешную работу в области планирования, финансирования, кредитования, учета, контроля, материально-технического снабжения народного хозяйства и мобилизацию ресурсов для выполнения заданий пятилетнего плана (1971);
- Орден Трудового Красного Знамени за выполнение особого задания Правительства СССР (1957);
- Орден Трудового Красного Знамени за достигнутые успехи в развитии животноводства, увеличении производства и заготовок мяса, молока, яиц, шерсти и др. продукции (1966);
- Орден «Знак Почета» за выполнение заданий ГКО (1943);
- Медаль «За трудовую доблесть» (1942);
- Медаль «За доблестный труд в Великой Отечественной войне 1941—1945 гг.» (1945);
- Медаль «За освоение целинных земель» (1957);
- Медаль «За доблестный труд. В ознаменование 100-летия со дня рождения В. И. Ленина» (1970);
- Почетная грамота Президиума Верховного Совета Казахской ССР.

## Электронные информационные ресурсы
- Биография Г. А. Козлова в Свободной энциклопедии Урала
- Список градоначальников Екатеринбурга